# Urolophus armatus
Urolophus armatus är en rockeart som beskrevs av Müller och Henle 1841. Urolophus armatus ingår i släktet Urolophus och familjen Urolophidae. IUCN kategoriserar arten globalt som otillräckligt studerad. Inga underarter finns listade i Catalogue of Life.